# Mons Peregrinus
Mons Peregrinus (også kaldet Citadel of Raymond de Saint-Gilles (engelsk) og Qala'at Sanjil eller Qala'at Tarablus (arabisk)) er et citadel og en borg på en bakketop i Tripoli i Libanon. Borgen blev oprindeligt grundlagt i 636 af araberne, men blev kraftigt udvidet af Raymond de Saint-Gilles, Greve af Toulouse og leder af korstog. Under Raymond fungerede borgen som korsfarerborg. 
Tripolis citadel blev yderligere udvidet af Tripolis guvernør Esendernir al-Kurji i 1308. 

## Eksterne links
- Beskrivelse på Lonely Planet (Webside ikke længere tilgængelig)
- Citadel of Tripoli på Tripoli-city.org Arkiveret 28. juli 2011 hos  Wayback Machine

34°26′00″N 35°50′40″Ø / 34.4334°N 35.8445°Ø
| Bygning eller seværdighed | Spire Denne artikel om en bygning, et bygningsværk eller en seværdighed er en spire som bør udbygges. Du er velkommen til at hjælpe Wikipedia ved at udvide den. |